# Kathryn Bigelow
Kathryn Ann Bigelow (San Carlos, California; 27 de noviembre de 1951) es una directora de cine, guionista y productora estadounidense, especialmente conocida por películas como Near Dark, Point Break y, la ganadora de un Óscar, The Hurt Locker. Es la primera mujer en la historia que ha ganado el Óscar al mejor director y el premio al mejor director ("Directors Guild of America Award for Outstanding Directing–Feature Film") del Sindicato de directores de Estados Unidos; ambos por The Hurt Locker.

## Obra como cineasta

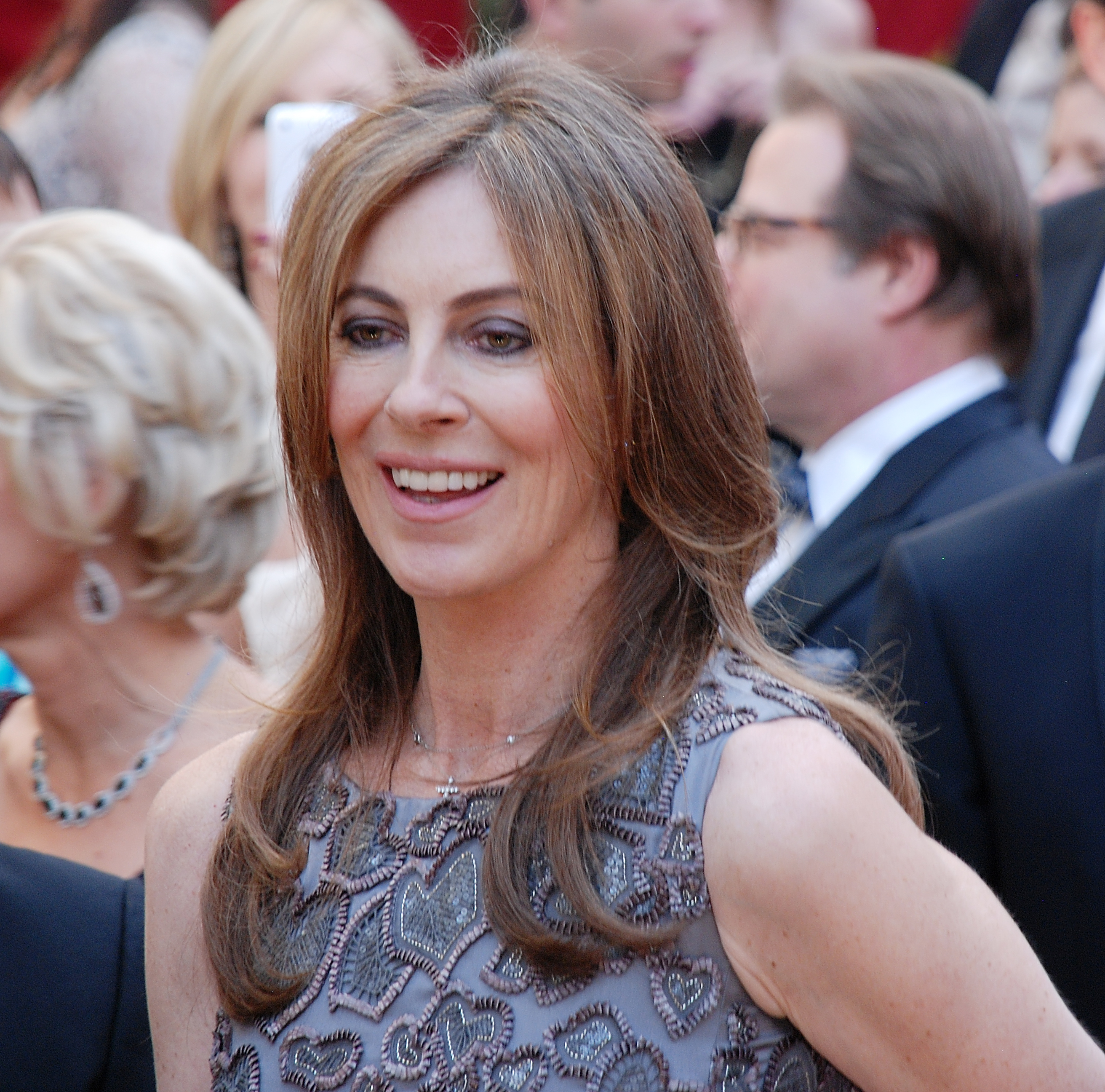
Es la directora Kathryn Bigelow en la alfombra roja en la ceremonia de los Premios de la Academia 2010

Nació en San Carlos, California, hija de un directivo de una empresa de pinturas y una bibliotecaria. Estudió en la Universidad de Columbia, comenzó su carrera artística como pintora y algunas de sus obras fueron expuestas en el Whitney Museum de Nueva York. Fue miembro del grupo de artistas conceptuales Art and Language y editó la revista teórica Semiotext. También fue agente de policía antes de dedicarse al cine. 
Kathryn Bigelow está considerada como una directora atípica, pues sus temas de interés pertenecen al cine de acción, bien sea bélico, futurista, thriller e, incluso, de terror. Sus películas no siempre han tenido el beneplácito de la crítica. 
Bigelow obtuvo reconocimiento en 1987 con el filme de terror Near Dark (Los Viajeros de la Noche). Después, en 1991 dirige Point Break (Le llaman Bodhi) protagonizada por Patrick Swayze y Keanu Reeves, con la que tuvo éxito tanto de crítica como de público.
Entre 1995 y 2002, Kathryn Bigelow realizó tres películas: Días extraños, El peso del agua y K-19, en las que dirigió a algunos de los actores más importantes de Hollywood, como Harrison Ford, Sean Penn, Juliette Lewis, Liam Neeson y Ralph Fiennes.
Estuvo casada con James Cameron desde 1989 hasta 1991, y con él formó pareja artística en varias películas.
Ganó el premio Óscar a la mejor directora en 2010 por The Hurt Locker. El film también ganó el Oscar como mejor película.

## Filmografía
| Año  | Título                    | Título                                                | Dirección | Guion | Producción |
| Año  | Original                  | En castellano                                         | Dirección | Guion | Producción |
| ---- | ------------------------- | ----------------------------------------------------- | --------- | ----- | ---------- |
| 1981 | The Loveless              | —                                                     | ✓         | ✓     |            |
| 1987 | Near Dark                 | Los viajeros de la noche / Cuando cae la oscuridad    | ✓         | ✓     |            |
| 1990 | Blue Steel                | Testigo fatal / Enamorarse de un asesino / Acero azul | ✓         | ✓     |            |
| 1991 | Point Break               | Le llaman Bodhi / Punto límite / Punto de quiebre     | ✓         |       |            |
| 1995 | Strange Days              | Días extraños                                         | ✓         |       |            |
| 1996 | Undertow (TV)             | Undertow                                              |           | ✓     |            |
| 2000 | The Weight of Water       | El peso del agua                                      | ✓         |       |            |
| 2002 | K-19: The Widowmaker      | K-19: The Widowmaker                                  | ✓         |       | ✓          |
| 2008 | The Hurt Locker           | Zona de miedo / Vivir al límite / En tierra hostil    | ✓         |       | ✓          |
| 2011 | The Miraculous Year (TV)  | The Miraculous Year                                   | ✓         |       |            |
| 2012 | Zero Dark Thirty          | La noche más oscura                                   | ✓         |       | ✓          |
| 2015 | Cartel Land               | Tierra de cárteles                                    |           |       | ✓          |
| 2016 | Mogadishu, Minnesota (TV) | Mogadishu, Minnesota                                  |           |       | ✓          |
| 2017 | Detroit                   | Detroit                                               | ✓         |       | ✓          |
| 2019 | Triple frontier           | Triple frontera                                       |           |       | ✓          |

## Premios y distinciones
Premios Óscar
| Año  | Categoría      | Película         | Resultado |
| ---- | -------------- | ---------------- | --------- |
| 2010 | Mejor película | The Hurt Locker  | Ganadora  |
| 2010 | Mejor director | The Hurt Locker  | Ganadora  |
| 2013 | Mejor película | Zero Dark Thirty | Nominada  |

Premios BAFTA
| Año  | Categoría      | Película        | Resultado |
| ---- | -------------- | --------------- | --------- |
| 2009 | Mejor película | The Hurt Locker | Ganadora  |
| 2009 | Mejor director | The Hurt Locker | Ganadora  |

Globo de Oro
| Año  | Categoría                | Película         | Resultado |
| ---- | ------------------------ | ---------------- | --------- |
| 2009 | Mejor película dramática | The Hurt Locker  | Nominada  |
| 2009 | Mejor director           | The Hurt Locker  | Nominada  |
| 2013 | Mejor director           | Zero Dark Thirty | Nominada  |
| 2013 | Mejor película dramática | Zero Dark Thirty | Nominada  |

Gremio de directores de América
| Año  | Categoría      | Película        | Resultado |
| ---- | -------------- | --------------- | --------- |
| 2009 | Mejor director | The Hurt Locker | Ganadora  |

Festival Internacional de Cine de Venecia
| Año  | Categoría                                | Película         | Resultado |
| ---- | ---------------------------------------- | ---------------- | --------- |
| 2008 | Premio Arca Cinemagiovani-Mejor película | En tierra hostil | Ganadora  |
| 2008 | Premio SIGNIS                            | En tierra hostil | Ganadora  |
| 2008 | Premio La Navicella – Venezia Cinema     | En tierra hostil | Ganadora  |
| 2008 | Premio Human Rights Film Network         | En tierra hostil | Ganadora  |